# エレツ

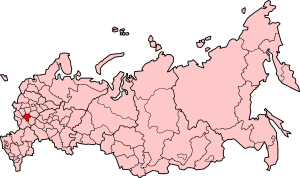
エレツの位置

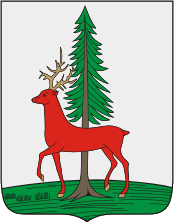
エレツの紋章

エレツ（イェレツ、エレーツ、ロシア語: Еле́ц；Yelets）は、ロシア・リペツク州の都市。人口は9万9875人（2021年） 。ドン川の支流ソスナ川（Сосна́）沿いにある。

## 歴史

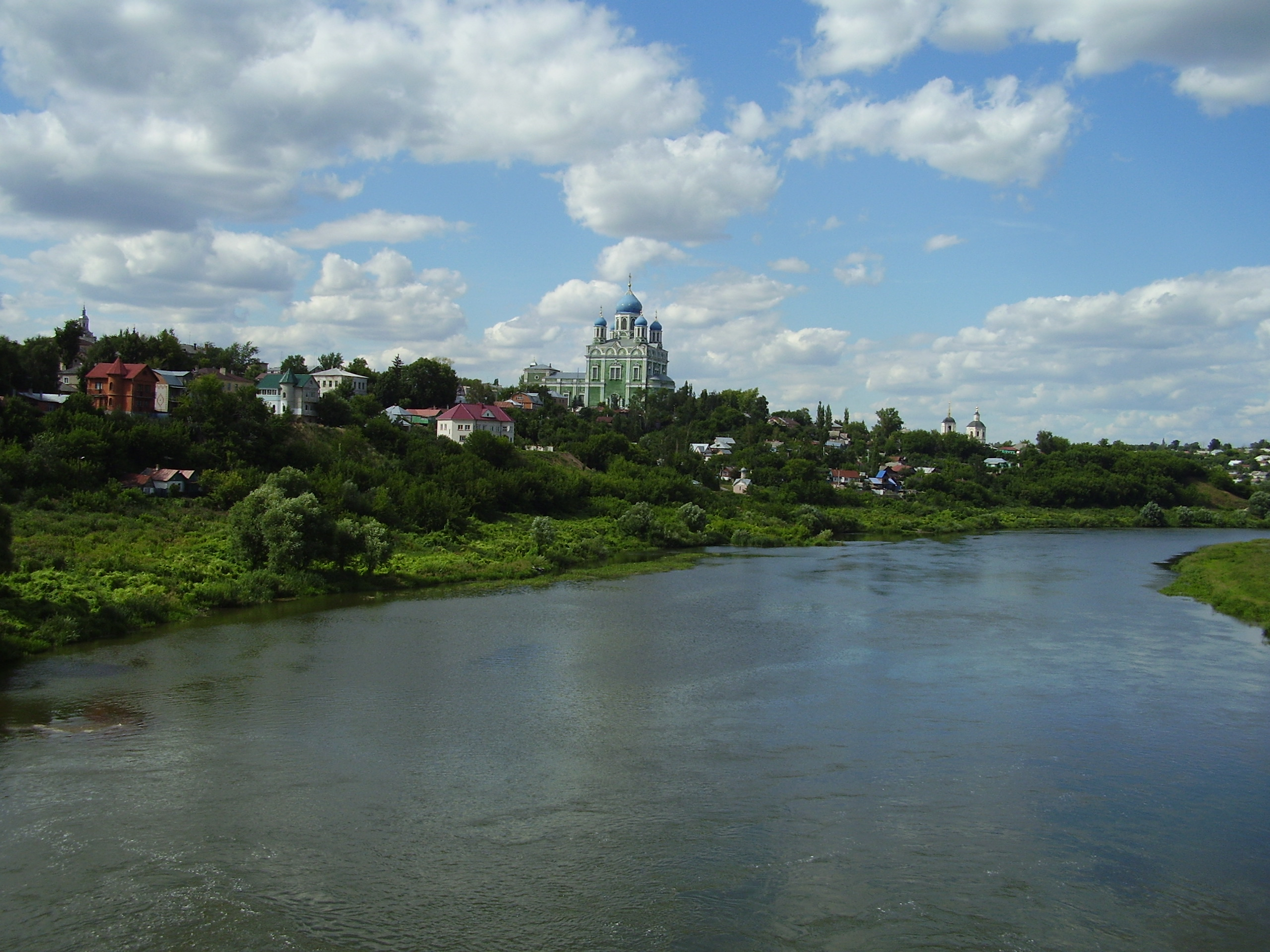
ソスナ川と旧市街

エレツはロシア南部の黒土地帯でも最古級の都市で、古くから地域一帯の中心地として栄えた。記録への初出は1146年に遡り、当時はリャザン公国に属していた。ロシア最南部という位置から、テュルク系民族などによる攻撃をしばしば受けてきた。1239年にはモンゴル帝国の襲来で焼き払われている。ウズベク・ハンにより1316年に破壊され、ティムールにより1395年に略奪され、1414年にはタタール人の攻撃を受け荒廃した。
1483年にはエレツ公国はモスクワ大公国に吸収され、リューリク朝の血を引く公はモスクワへ移りイヴァン3世の宮廷に仕えるようになった。1591年、ツァーリの摂政ボリス・ゴドゥノフにより要塞が建設され、荒廃していたエレツは蘇った。大動乱末期の1618年には、ポーランド・リトアニア共和国の王子ヴワディスワフと連合していたペトロー・コナシェーヴィチ＝サハイダーチュヌィイ率いる2万人のウクライナ・コサックがエレツを征服し、町の城郭の大半を解体した。

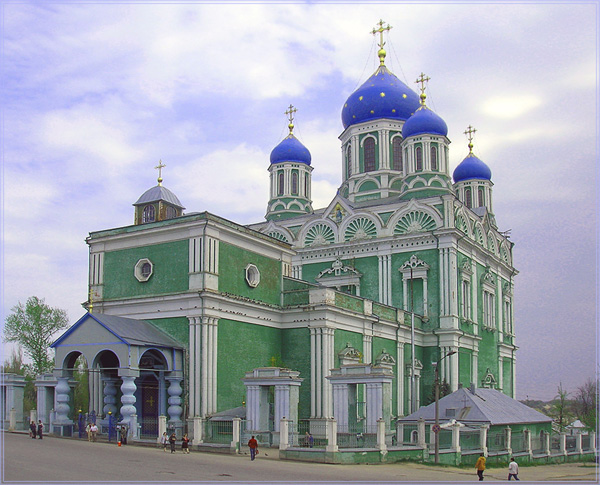
エレツの救世主昇天大聖堂

19世紀にはエレツはこの地方最大の交易の中心地として栄えた。手作りのレースはこのとき以来エレツの名産品である。その他、製粉、機械生産が主要産業となっている。
町のランドマークとなっているのは広大な救世主昇天大聖堂である。1845年から1889年にかけて建設された大聖堂はモスクワの救世主ハリストス大聖堂の設計者でもある建築家コンスタンチン・トーンにより設計された新ビザンチン様式のものである。彼の設計した大聖堂のほとんどはソビエト連邦時代に解体の憂き目にあったが、エレツの大聖堂はほぼ無傷で残った唯一の作品である。